# Rubus mundus
Rubus mundus är en rosväxtart som beskrevs av Liberty Hyde Bailey. Rubus mundus ingår i släktet rubusar, och familjen rosväxter. Inga underarter finns listade i Catalogue of Life.